# Slaget vid Monterrey
Slaget vid Monterrey ägde rum mellan den 20 och 24 september 1846 under mexikansk-amerikanska kriget. En amerikansk styrka på 6 200 man under Zachary Taylor stormade den befästa staden Monterrey, som hölls av en 7 300 man stark garnison under Pedro de Ampudias befäl. Efter fyra dagars strider kapitulerade mexikanerna, varpå staden föll i amerikanska händer. Under förhandlingarna kom parterna överens om en två månader lång vapenvila. 

## Upptakten till slaget

### Mexikansk reträtt
Den mexikanska nordarmén, som hade besegrats av amerikanerna i slagen vid Palo Alto och Resaca de la Palma, utrymde Texas den 18 maj. Nederlagen hade decimerat de mexikanska trupperna som uppgick till endast 2 600 man vid fälttågets slut. Dess befälhavare, Mariano Arista, avskedades från sin post i början av Juni och ställdes inför krigsrätt. I hans ställe utsågs generallöjtnanten Pedro de Ampudia till ny befälhavare och fick order om att upprätta en försvarslinje vid Saltillo. Moralen bland trupperna var emellertid låg efter motgångarna, varför Ampudia istället valde att dra tillbaka hären till den befästa staden Monterrey. Armén nådde fram till staden i slutet av augusti och erhöll där betydande förstärkningar som ökade dess numerär till 7 300 man. Bland förstärkningarna fanns många irländska soldater som deserterat från den amerikanska armén. 

### Taylor återupptar offensiven
Samtidigt som strider rasade i Texas drog den amerikanske presidenten James K. Polk, tillsammans med generalmajoren Winfield Scott, upp planer för ett fälttåg mot Mexiko. Enligt dessa skulle Taylors armé på 15 000 man korsa Rio Grande och inta staden Monterrey samtidigt som brigadgeneral John E. Wool ryckte fram mot Chihuahua.
Monterrey var belägen vid en krökning av Santa-Catarinafloden och kantades av Siera Madrre-bergen i sydväst. Genom stadens nordöstra kvarter flöt Arroyo Santa-Luciakanalen. De kraftigaste försvarsverken var belägna vid de östra och västra intågsvägarna. Försvaren vid östsidan utgjordes av en halvfärdig kyrkobyggnad och två mindre skansar. Själva intågsvägen över kanalen skyddades av den befästa Purisimabron. Västsidan försvarade huvudsakligen av två befästa kullar. De mexikanska ställningarna var dock belägna med relativt stora avstånd från varandra. 
Då amerikanerna led brist på belägringsartilleri var de tvungna att erövra staden genom stormning. Taylor planerade att anfalla staden från två separata riktningar och delade därför upp sin armé i tre divisioner av vilka en (1:a) skulle angripa de befästa höjderna på stadens västsida. De resterande två divisionerna (2:a och 3:e) skulle samtidigt genomföra ett skenanfall mot den östra sidan och Purisimabron för att förvilla mexikanerna. De få kanoner som medtagits (en mörsare och två haubitsar) stod under direkt befäl av Taylor och grupperades för att bistå anfallet mot stadens östra sida.

## Slaget

### Skenmanövern mot nordöst
Skenmanövern mot den nordöstra sidan inleddes vid sjutiden. Generallöjtnant John Garlands 850 man starka 1:a division möttes av en mördande artillerield från dem mexikanska ställningarna längs kanalen. I ett desperat försök att minska avståndet, ryckte infanteriet in på stadens gator.  De amerikanska soldaterna var dock inte vana vid att strida i stadsmiljö och flera enheter tappade bort sig i de trånga gränderna. Hela tiden sköt mexikanska soldater ner från hustaken och vållade amerikanerna betydande förluster. Det amerikanska 3:e infanteriregementet genomförde även ett misslyckat anfall mot Purisimabron som kostade många soldater livet. 
För att undsätta trupperna i staden satte Taylor in generalmajor William Butlers 3:e division. Huvuddelen av trupperna gick till anfall mot den mexikanska utposten Fort Teneria, som skyddade Ampudias högra flank. Efter hårda strider föll ställningen i amerikanska händer. Samtidigt med anfallet mot Fort Teneria, korsade soldater ur 1:a Ohioregementet Santa-Luciakanalen och lyckades att etablera ett brohuvud på andra sidan. 
Intensiv mexikansk eldgivning tvingade dock amerikanerna att dra sig tillbaka. Tillsammans med enheter ur 3:e divisionen gjorde de ett sista misslyckat försök att korsa kanalen, men tvingades slutligen att dra sig tillbaka från staden. De retirerade trupperna anfölls av mexikanska lansiärer, men kastade tillbaka dessa. 
Anfallet hade stått amerikanerna dyrt med 394 döda och sårade. Trupprörelserna distraherade dock Ampudia från anfallet som kom västerifrån.

### Kampen om höjderna
Den amerikanska 2:a divisionen under brigadgeneralen William J. Worths befäl inledde sin framryckning vid samma tid som de övriga förbanden. Vid sextiden anfölls hans kolonner av mexikanskt kavalleri som emellertid kastades tillbaka. Worths framskjutna enheter utsattes snart för artillerield från de mexikanska ställningarna. För att trygga framryckningen beslöt sig amerikanerna för att genast inleda anfallet mot höjderna. Amerikanerna korsade floden och intog den sydligaste av höjderna utan större svårigheter. Framryckningen fortsatte tills ett kraftigt regnoväder gjorde slut på dagens strider. 

Amerikanska och mexikanska trupper strider om en befäst byggnad. Litografi av N. Currier 1846.

Vid tre-tiden följande dag gick 470 amerikanska soldater till anfall mot den kvarvarande höjden. De fåtaliga försvararna drog sig då tillbaka till det närliggande biskopspalatset. Understödda av elden från en medtagen haubits och kanoner som släpats upp på den redan erövrade höjden, lade amerikanerna byggnaden under belägring. Då ställningen inte kunde intas utan svåra förluster, beslöt sig Worth för att försöka locka ut mexikanerna. Han lämnade därför endast en liten styrka för att bevaka artilleriet, medan resten av trupperna tog betäckning utom synhåll för försvararna. När mexikanerna sedan upptäckte vad de trodde var en amerikansk reträtt, gick de till motanfall. Så fort som försvararna hade lämnat sin ställning, gick amerikanerna åter till attack och intog byggnaden.

### Striderna om stadskärnan
Följande morgon gick amerikanerna till anfall från två håll mot det inre av staden. Worths division anföll från fäst medan 1:a och 2:a divisionerna åter trängde in i staden från nordöst. Ampudia hade då dragit tillbaka sina trupper från kanalen, som korsades av anfallarna utan större problem.  För att undvika förlustbringande gatustrider sprängde amerikanerna håll i dörrar eller fönster för sedan inta byggnaderna en efter en. Efter hårda strider rensades hus efter hus på mexikaner, vilka stegvis drog sig in mot stadskärnan. 

### Ampudia kapitulerar

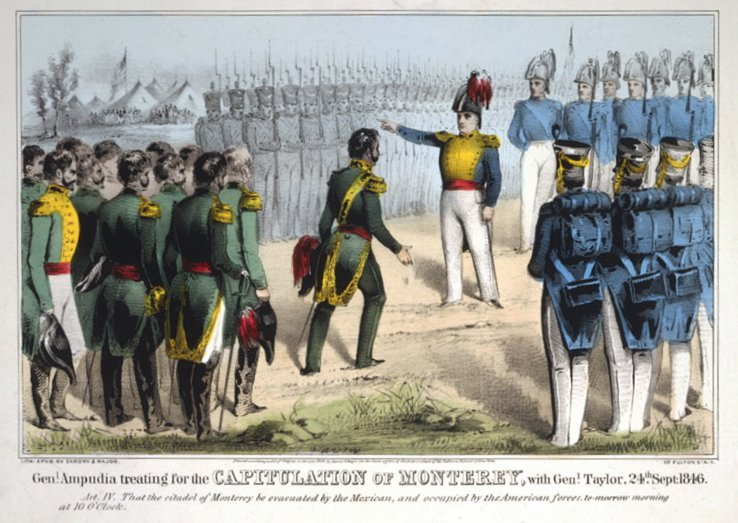
Ampudia kapitulerar inför amerikanerna den 24 september. Litografi av Sarony & Major 1846.

Ampudia, som ansåg ytterligare motstånd vara meningslöst, inledde förhandlingar med Taylor. Den 25 kom man överens om en vapenvila. Den mexikanska garnisonen lovades fritt avtåg och fick behålla sina vapen, packdjur samt några lätta artilleripjäser. President Polk blev dock rasande över de, enligt honom, förnedrande kapitulationsvillkoren, men kunde inget göra.

## Resultat och följder
Segern hade blivit dyr för amerikanerna med 136 döda och 368 sårade. De mexikanska förlusterna var lättare och uppgick till 122 döda och 316 sårade. Trots att en av Mexikos största städer fallit i amerikanska händer var Taylors seger inte fullständig. Ampudias armé lyckades undkomma i stort sett intakt, och fick dessutom behålla sina vapen. Efter slaget drog sig Ampudia tillbaka till Tampico. Den överenskomna vapenvilan varade sedan i två månader.

### Webbkällor
- https://www.britannica.com/event/Battle-of-Monterrey-1846
- https://www.mymexicanwar.com/battles/460921-monterrey.html
- https://www.thoughtco.com/mexican-american-war-battle-of-monterrey-2361046